# Natalimyza milleri
Natalimyza milleri (лат. ) — вид мух, единственный в составе монотипических рода Natalimyza и семейства Natalimyzidae (Sciomyzoidea, Schizophora). 

## Распространение
Южная Африка, Van Reenen’s Pass and Giant’s Castle Game Reserve, провинция Квазулу-Натал, горный массив Драконовы горы, на высотах до 2 км.

## Описание
Длина тела 2,7—3,0 мм (самцы) и 3,1—3,6 мм (самки). Длина крыла 2,5—2,8 мм и 2,8—3,5 мм (самки). Основная окраска желтовато-коричневая.

## Систематика
Вид был впервые описан в 2006 году южноафриканским энтомологом Дэвидом Барраклоу (D. A. Barraclough; School of Biological & Conservation Sciences, Howard College, Университет Квазулу-Натал, Дурбан, и Natal Museum, Питермарицбург, провинции Квазулу-Натал, ЮАР) и австралийским диптерологом Дэвидом Макалпиным (D. K. McAlpine; Australian Museum, Сидней, Австралия). По внешнему габитусу напоминают мух из семейств Opomyzidae и Clusiidae. Родовое название дано по именам музея Natal Museum и бывшей южноафриканской провинции Наталь. Видовое название дано в честь Рэя Миллера (Dr Ray Miller), собравшего типовую серию.